# Eclytus ochraceus
Eclytus ochraceus är en stekelart som beskrevs av Dmitriy R. Kasparyan 1977. Eclytus ochraceus ingår i släktet Eclytus och familjen brokparasitsteklar. Inga underarter finns listade i Catalogue of Life.